# Carallia borneensis
Carallia borneensis là một loài thực vật có hoa trong họ Rhizophoraceae. Loài này được Oliv. mô tả khoa học đầu tiên năm 1896.